# Tiffany Stratton
Jessica Woynilko, meglio conosciuta con il ring name Tiffany Stratton (Prior Lake, 1º maggio 1999), è una wrestler statunitense sotto contratto con la WWE.

## Biografia
Jessica Woynilko si è laureata alla St. Catherine University di Saint Paul (Minnesota) nel 2019; durante gli anni universitari ha praticato ginnastica artistica.

## Carriera

### WWE (2021-presente)

#### NXT(2021-2023)
Il 30 agosto 2021 è stato annunciata la sua firma con la WWE e che si stava allenando presso il Performance Center di Orlando.
Nel mese di novembre sono stati mandati in onda dei video pre-registrati che la vedevano interpretare la gimmick di una ricca ragazza viziata di nome "Tiffany Stratton". Durante la puntata di 205 Live del 19 novembre ha fatto il suo debutto sul ring, da heel, sconfiggendo facilmente Amari Miller; il 28 dicembre ha esordito anche ad NXT, battendo Fallon Henley con la sua nuova mossa finale, un triple jump moonsault ribattezzato Prettiest Moonsault Ever.
Nel gennaio del 2022 ha iniziato una faida con Sarray, conclusasi nella puntata del 19 aprile con una vittoria per schienamento. Nel mese di maggio ha preso parte ad un torneo per determinare la prima sfidante all'NXT Women's Championship detenuto da Mandy Rose: ha avuto la meglio dell'infortunata Nikkita Lyons ai quarti di finale e di Fallon Henley in semifinale, ma è stata battuta da Roxanne Perez in finale. In estate ha iniziato una faida con Wendy Choo, vincendo il 5 luglio a Great American Bash ma perdendo il 23 agosto in un lights out match nel quale si è infortunata al collo (legit).
Ha fatto il suo ritorno dopo circa sei mesi, nella puntata di NXT del 24 gennaio 2023, sconfiggendo Indi Hartwell. Il 21 marzo si è qualificata per il Ladder match con in palio l'NXT Women's Championship previsto per Stand & Deliver; le altre partecipanti erano Gigi Dolin, Indi Hartwell, Lyra Valkyria, Roxanne Perez e Zoey Stark. Il 1º aprile, a Stand & Deliver, non è riuscita a conquistare il titolo, che è invece andato nelle mani di Indi Hartwell.
Nel mese di maggio ha preso parte ad un torneo per determinare la nuova NXT Women's Champion, dopo che Indi Hartwell era stata costretta a rendere il titolo vacante in seguito al suo passaggio nel roster principale: ha avuto la meglio di Gigi Dolin ai quarti di finale e di Roxanne Perez in semifinale; il 28 maggio, a Battleground, ha sconfitto Lyra Valkyria in finale, vincendo l'NXT Women's Championship per la prima volta in carriera.
Nella puntata di NXT del 5 settembre difese il titolo contro Kiana James, ma il 12 settembre, sempre ad NXT, perse la cintura contro Becky Lynch dopo 107 giorni di regno. Affrontò poi Lynch nella rivincita per l'NXT Women's Championship il 30 settembre, a NXT No Mercy, in un extreme rules match ma venne sconfitta.  Il 9 dicembre, ad NXT Deadline, prese parte all'iron survivor challenge che comprendeva anche Blair Davenport, Fallon Henley, Kelani Jordan e Lash Legend per determinare la nuova sfidante di Lyra Valkyria per l'NXT Women's Championship ma fu Davenport a vincere.

#### SmackDown(2024-presente)
Il 27 gennaio, a Royal Rumble, partecipò all'omonimo incontro entrando col numero 29 ma venne eliminata da Bayley. Debuttò poi a SmackDown il 2 febbraio sconfiggendo Michin. Nella puntata di SmackDown del 16 febbraio prevalse su Zelina Vega qualificandosi per l'elimination chamber match. Il 24 febbraio, ad Elimination Chamber: Perth, partecipò all'elimination chamber match femminile per determinare la sfidante al Women's World Championship ma, dopo aver eliminato Naomi, venne eliminata da Liv Morgan. Nella puntata di SmackDown del 19 aprile ha interferito nel match per il WWE Women's Championship tra Bayley e Naomi causando una squalifica. Questo portò la Stratton ad un triple threat match per il titolo a Backlash France dove però perse e Bayley mantenne il titolo.
Nelle settimane seguente prese parte al torneo Queen of the Ring dove sconfisse al primo turno Michin ma perse nei quarti di finale contro Bianca Belair.
Nella puntata di SmackDown del 28 giugno, Stratton riesce a sconfiggere Jade Cargill e Candice LeRae in un triple threat match qualificandosi per il Money in the Bank ladder match femminile. Durante l'evento riesce a battere le sue cinque avversarie e ottiene la valigetta. Successivamente si allea con la detentrice del WWE Women's Championship Nia Jax (soprattutto per evitare l'incasso del money in the bank), ma i rapporti tra le due presto si incrineranno e il 4 gennaio, Stratton incassò il contratto contro l'ormai ex-amica nel corso di un match tra la campionessa e Naomi, conquistando così il titolo. Dopo aver difeso con successo la cintura contro l'ex campionessa viene sfidata da Charlotte Flair, vincitrice del royal rumble match 2025, ad un match titolato a WrestleMania 41.

## Personaggio

### Mosse finali
- Prettiest Moonsault Ever (Triple jump moonsault)

### Soprannomi
- "Buff Barbie Doll"
- "Daddy's Little Rich Girl"
- "Ms. Money in the Bank"

## Titoli e riconoscimenti
- Pro Wrestling Illustrated
  - 25ª tra le 250 migliori wrestler femminili singoli nella PWI Female 250 (2023)[26]

- WWE
  - NXT Women's Championship (1)[27]
  - WWE Women's Championship (1)[28]
  - Women's Money in the Bank (edizione 2024)[29]